# Keyes (Oklahoma)
Keyes és una població dels Estats Units a l'estat d'Oklahoma. Segons el cens del 2000 tenia 410 habitants.

## Demografia
Segons el cens del 2000, Keyes tenia 410 habitants, 169 habitatges, i 113 famílies. La densitat de població era de 427,8 habitants per km².
Dels 169 habitatges en un 29,6% hi vivien nens de menys de 18 anys, en un 56,2% hi vivien parelles casades, en un 9,5% dones solteres, i en un 33,1% no eren unitats familiars. En el 30,8% dels habitatges hi vivien persones soles el 16,6% de les quals corresponia a persones de 65 anys o més que vivien soles. El nombre mitjà de persones vivint en cada habitatge era de 2,43 i el nombre mitjà de persones que vivien en cada família era de 3,1.
Per edats la població es repartia de la següent manera: un 30,2% tenia menys de 18 anys, un 7,3% entre 18 i 24, un 25,6% entre 25 i 44, un 17,8% de 45 a 60 i un 19% 65 anys o més.
L'edat mediana era de 38 anys. Per cada 100 dones de 18 o més anys hi havia 93,2 homes.
La renda mediana per habitatge era de 25.893 $ i la renda mediana per família de 35.417 $. Els homes tenien una renda mediana de 24.286 $ mentre que les dones 18.125 $. La renda per capita de la població era de 16.662 $. Entorn del 14% de les famílies i el 17% de la població estaven per davall del llindar de pobresa.

## Poblacions més properes
El següent diagrama mostra les poblacions més properes.